# Tour de Finisterre 2021
La 35.ª edición de la clásica ciclista Tour de Finisterre fue una carrera en Francia que se celebró el 22 de mayo de 2021 con inicio en la ciudad de Saint-Évarzec y final en la ciudad de Quimper sobre un recorrido de 196,77 kilómetros.
La carrera formó parte del UCI Europe Tour 2021, calendario ciclístico de los Circuitos Continentales UCI, dentro de la categoría 1.1 y fue ganada por el francés Benoît Cosnefroy del AG2R Citroën. Completaron el podio, como segundo y tercer clasificado respectivamente, el belga Sean De Bie del Bingoal Pauwels Sauces WB y el noruego Rasmus Tiller del Uno-X.

## Equipos participantes
Tomaron parte en la carrera 14 equipos: 4 de categoría UCI WorldTeam, 7 de categoría UCI ProTeam y 3 de categoría Continental. Formaron así un pelotón de 92 ciclistas de los que acabaron 76. Los equipos participantes fueron:
| WorldTeams (4)- AG2R Citroën Team - Cofidis - Groupama-FDJ - Intermarché-Wanty-Gobert Matériaux ProTeams (7)- Arkéa-Samsic - B&B Hotels p/b KTM - Bingoal Pauwels Sauces WB - Delko - Rally Cycling - Total Direct Énergie - Uno-X Pro Cycling Team Equipos continentales (3)- Saint Michel-Auber 93 - Tarteletto-Isorex - Xelliss-Roubaix Lille Métropole |
| |

## Clasificación final
- Las clasificaciones finalizaron de la siguiente forma:[3]

| \| Clasificación general \| Clasificación general \| Clasificación general \| Clasificación general \| Clasificación general \| \| Ciclista \| Ciclista \| Equipo \| Tiempo \| \| \| --------------------- \| --------------------- \| ---------------------------------- \| --------------------- \| --------------------- \| \| 1.º \| Benoît Cosnefroy \| AG2R Citroën Team \| 4 h 58 min 43 s \| \| \| 2.º \| Sean De Bie \| Bingoal Pauwels Sauces WB \| + 0 s \| \| \| 3.º \| Rasmus Tiller \| Uno-X Pro Cycling Team \| + 0 s \| \| \| 4.º \| Alexis Vuillermoz \| Total Direct Énergie \| + 0 s \| \| \| 5.º \| Baptiste Planckaert \| Intermarché-Wanty-Gobert Matériaux \| + 0 s \| \| \| 6.º \| Julien Simon \| Total Direct Énergie \| + 0 s \| \| \| 7.º \| Romain Hardy \| Arkéa-Samsic \| + 0 s \| \| \| 8.º \| Jonathan Hivert \| B&B Hotels p/b KTM \| + 0 s \| \| \| 9.º \| Cyril Barthe \| B&B Hotels p/b KTM \| + 0 s \| \| \| 10.º \| Damien Touzé \| AG2R Citroën Team \| + 0 s \| \| |                     |                                    |                 |
| |                     |                                    |                 |
| Fuente: ProCyclingStats |                     |                                    |                 |
| Clasificación general |                     |                                    |                 |
| Ciclista | Ciclista            | Equipo                             | Tiempo          |
| 1.º | Benoît Cosnefroy    | AG2R Citroën Team                  | 4 h 58 min 43 s |
| 2.º | Sean De Bie         | Bingoal Pauwels Sauces WB          | + 0 s           |
| 3.º | Rasmus Tiller       | Uno-X Pro Cycling Team             | + 0 s           |
| 4.º | Alexis Vuillermoz   | Total Direct Énergie               | + 0 s           |
| 5.º | Baptiste Planckaert | Intermarché-Wanty-Gobert Matériaux | + 0 s           |
| 6.º | Julien Simon        | Total Direct Énergie               | + 0 s           |
| 7.º | Romain Hardy        | Arkéa-Samsic                       | + 0 s           |
| 8.º | Jonathan Hivert     | B&B Hotels p/b KTM                 | + 0 s           |
| 9.º | Cyril Barthe        | B&B Hotels p/b KTM                 | + 0 s           |
| 10.º | Damien Touzé        | AG2R Citroën Team                  | + 0 s           |

## UCI World Ranking
Tour de Finisterre otorgó puntos para el UCI World Ranking para corredores de los equipos en las categorías UCI WorldTeam, UCI ProTeam y Continental. Las siguientes tablas muestran el baremo de puntuación y los 10 corredores que obtuvieron más puntos:
| Posición   | 1.º | 2.º | 3.º | 4.º | 5.º | 6.º | 7.º | 8.º | 9.º | 10.º | 11.º | 12.º | 13.º-15.º | 16.º-25.º |
| Puntuación | 125 | 85  | 70  | 60  | 50  | 40  | 35  | 30  | 25  | 20   | 15   | 10   | 5         | 3         |

| Clasificación |                     |                                    |        |
| Posición      | Ciclista            | Equipo                             | Puntos |
| ------------- | ------------------- | ---------------------------------- | ------ |
| 1.º           | Benoît Cosnefroy    | AG2R Citroën                       | 125    |
| 2.º           | Sean De Bie         | Bingoal Pauwels Sauces WB          | 85     |
| 3.º           | Rasmus Tiller       | Uno-X                              | 70     |
| 4.º           | Alexis Vuillermoz   | Total Direct Énergie               | 60     |
| 5.º           | Baptiste Planckaert | Intermarché-Wanty-Gobert Matériaux | 50     |
| 6.º           | Julien Simon        | Total Direct Énergie               | 40     |
| 7.º           | Romain Hardy        | Arkéa Samsic                       | 35     |
| 8.º           | Jonathan Hivert     | B&B Hotels p/b KTM                 | 30     |
| 9.º           | Cyril Barthe        | B&B Hotels p/b KTM                 | 25     |
| 10.º          | Damien Touzé        | AG2R Citroën                       | 20     |